# Zbyněk Neuvirth
Zbyněk Neuvirth (12. srpna 1949 – 14. června 2014) byl český hokejový útočník. Po skončení aktivní kariéry působil jako trenér.

## Hokejová kariéra
V československé lize hrál za TJ Vítkovice. V roce 1981 získal s Vítkovicemi československý mistrovský titul. Dvakrát se stal nejslušnějším hráčem české ligy. Ve Vítkovicích vytvořil elitní útočnou formaci Stránský - Holaň - Neuvirth.

## Klubové statistiky
| Sezona    | Klub            | Soutěž  | Základní část | Základní část | Základní část | Základní část | Základní část |
| Sezona    | Klub            | Soutěž  | Z             | G             | A             | B             | TM            |
| --------- | --------------- | ------- | ------------- | ------------- | ------------- | ------------- | ------------- |
| 1969/1970 | TJ VŽKG Ostrava | 2. liga | -             | -             | -             | -             | -             |
| 1972/1973 | TJ VŽKG Ostrava | 2. liga | -             | -             | -             | -             | -             |
| 1973/1974 | TJ VŽKG Ostrava | 1. liga | -             | -             | -             | -             | -             |
| 1974/1975 | TJ VŽKG Ostrava | 1. liga | -             | -             | -             | -             | -             |
| 1975/1976 | TJ VŽKG Ostrava | 1. liga | -             | -             | -             | -             | -             |
| 1976/1977 | TJ Vítkovice    | 1. liga | -             | -             | -             | -             | -             |
| 1977/1978 | TJ Vítkovice    | 1. liga | 44            | 17            | 12            | 39            | 2             |
| 1978/1979 | TJ Vítkovice    | 1. liga | 43            | 7             | 22            | 29            | 4             |
| 1979/1980 | TJ Vítkovice    | 1. liga | 44            | 10            | 14            | 24            | 22            |
| 1980/1981 | TJ Vítkovice    | 1. liga | 44            | 22            | 21            | 43            | 10            |
| 1981/1982 | TJ Vítkovice    | 1. liga | 35            | 7             | 21            | 28            | -             |
| 1982/1983 | TJ Vítkovice    | 1. liga | -             | -             | -             | -             | -             |

## Trenérská kariéra
Po skončení aktivní kariéry vedl jako hlavní trenér týmy Unia Oświęcim, HC Havířov a GKS Tychy.